# Dusičnan aktinitý
Dusičnan aktinitý je radioaktivní anorganická sloučenina s chemickým vzorcem Ac(NO3)3. Je to bílá látka, snadno rozpustná ve vodě. Využívá se jako zdroj aktinitých iontů. Při zahřátí nad 600 °C se rozkládá:
{\displaystyle {\ce {4Ac(NO3)3 = 2Ac2O3 + 12NO2 + 3O2}}}

## Příprava
Dusičnan aktinitý lze připravit rozpuštěním aktinia nebo hydroxidu aktinitého v kyselině dusičné.
{\displaystyle {\ce {Ac(OH)3 + 3HNO3 -> Ac(NO3)3 + 3H2O}}}

## Vlastnosti
Dusičnan aktinitý se rozkládá při teplotách přes 600 °C:
{\displaystyle {\ce {4Ac(NO3)3 -> 2Ac2O + 12NO2 + 3O2}}}